# Csillagkép

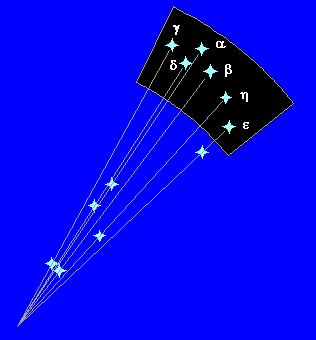
A Delfin csillagkép

Az éjszakai égbolt csillagai közti könnyebb eligazodás érdekében az emberek már több ezer évvel ezelőtt is az egymáshoz közel látszó, fényesebb csillagok csoportjait – nem kis képzelőerővel – emberi vagy isteni lények, állatok vagy tárgyak képével azonosították: ma is ez a csillagkép – latin eredetű szóval konstelláció – egyik jelentése.
Minden népnek megvoltak a saját csillagképei, így a magyaroknak is, de a nagyobb kultúrnépeké is jól ismerhető. Az sem meglepő, hogy egymástól teljesen függetlenül is számos, nagyjából ugyanazon csillagcsoportból alkottak csillagképeket, más-más néven. Az európai kultúrkörben a görög mitológián alapuló csillagképrendszer honosodott meg, és a csillagászatban ez vált nemzetközivé.
A csillagkép csillagai közel azonos látóirányba esnek, de tőlünk és egymástól a legkülönbözőbb távolságban lehetnek. Ez látható a jobb oldali ábrán, a Delfin csillagképpel illusztrálva. Két csillag – β és γ – a valóságban csak olyan távol van egymástól, mint a Napunk és az alfa Centauri (a hozzánk legközelebbi csillag), ezzel szemben az egymás mellett levőnek látszó η és ε csillag távolsága valójában tízszer ennyi, 40 fényév.
Egyes csillagképeken belül előfordulnak önálló névvel rendelkező csoportosulások: ezeket csillagalakzatoknak, idegen szóval aszterizmusoknak nevezzük.

## A csillagképek fejlődése

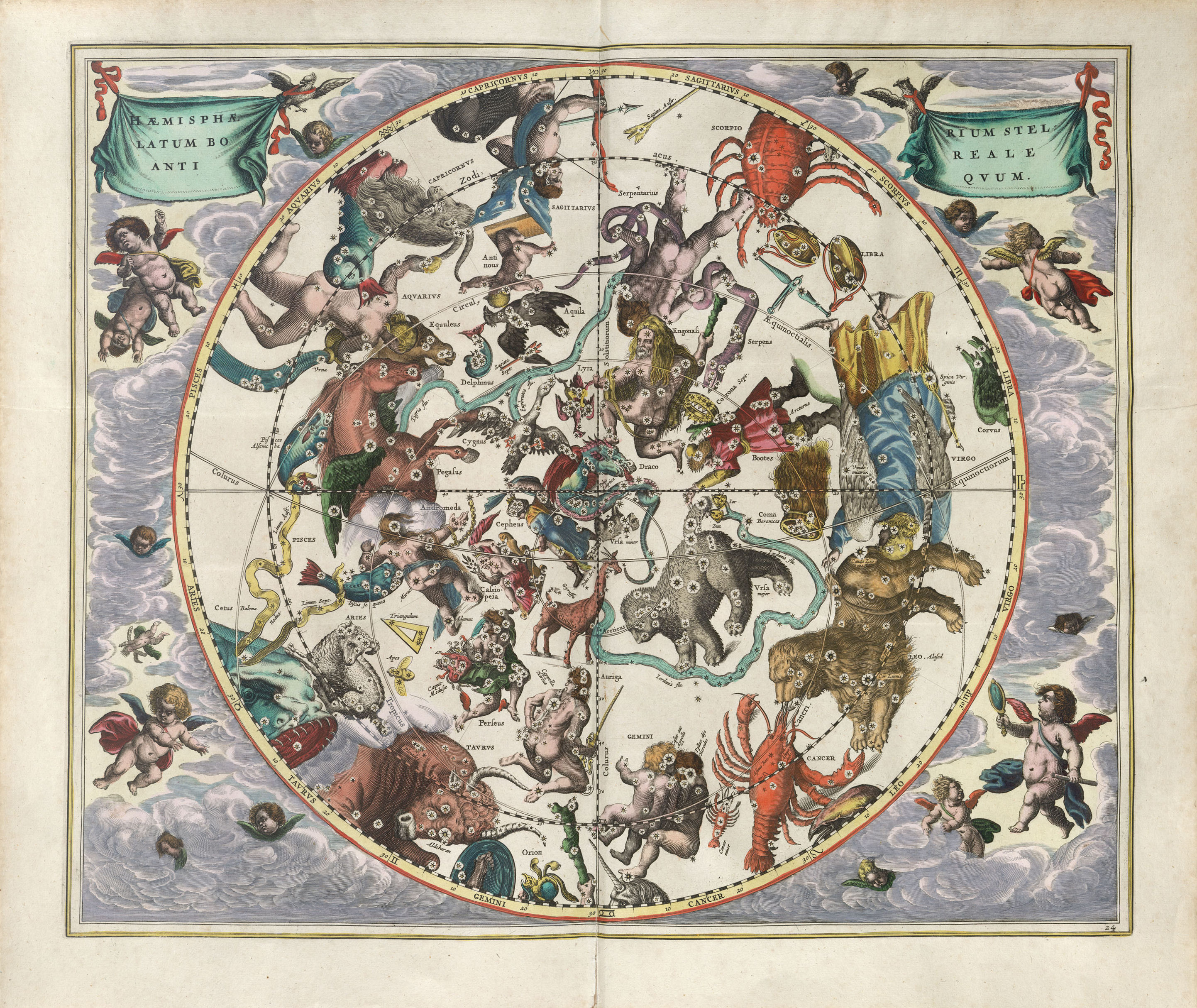
Az égbolt északi félgömbjének ábrázolása csillagképekkel, csillagokkal és a fő égi körökkel, ahogy kívülről látszik. Körben az állatövi jegyek 1 fokos skálával.

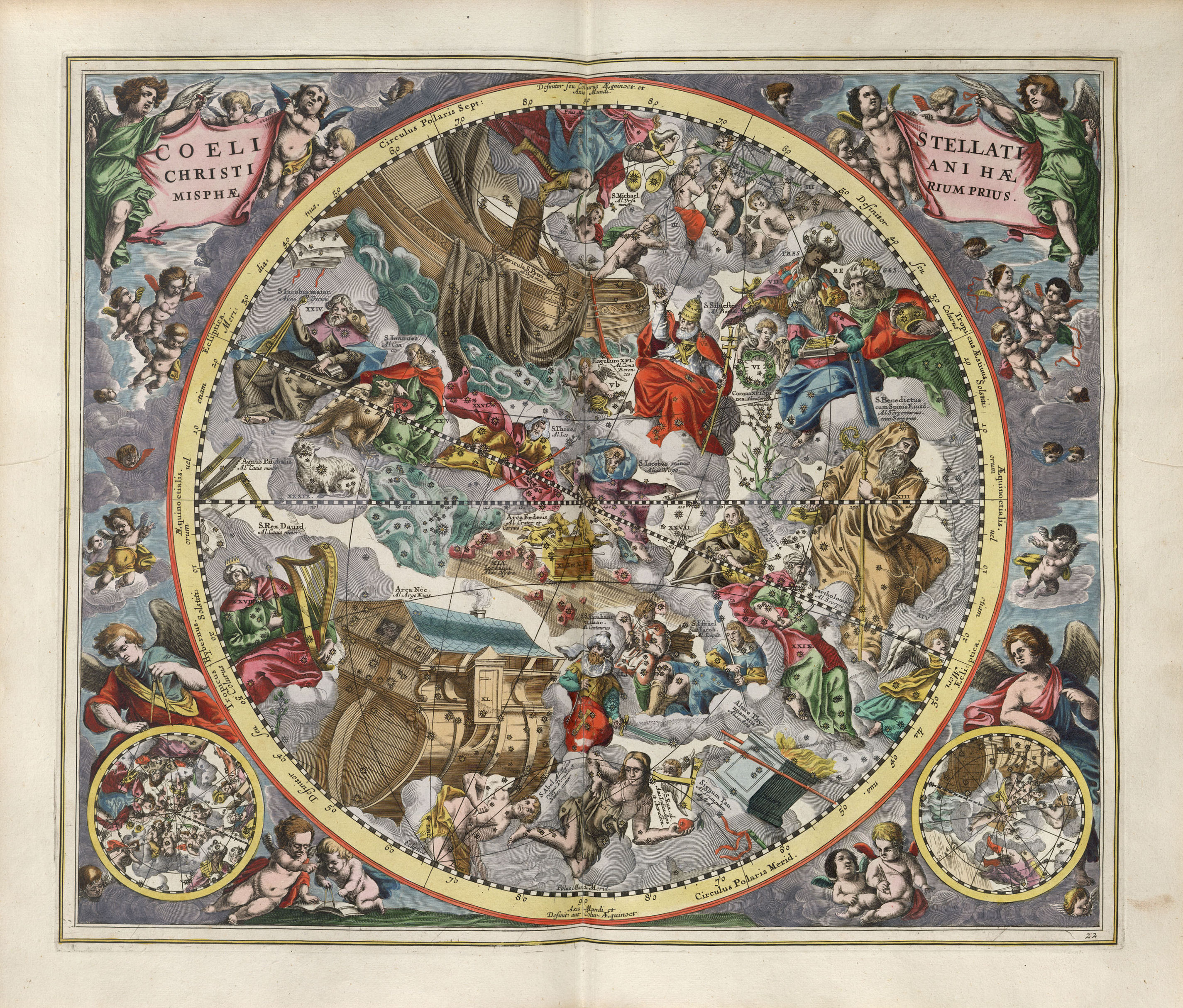
Csillagképek ábrázolása a Cellarius Harmonia Macrocosmicában

Bár az időben távolabbra is vissza lehetne menni, elsőként említhető, hogy Aratosz görög költő Kr. e. a 3. században Phainomena című költeményében részletesen ismertette kora 40-nél több csillagképét. A csillaggömbök (glóbuszok) is ezeket ábrázolták, a fényesebb csillagokkal együtt. A kora újkori „figurális” csillagtérképeknek, atlaszoknak művészi értéke összevethető tudományos jelentőségükkel, mivel a csillagokat helyüknek és fényességüknek megfelelően igyekeztek ábrázolni. A 17. század legelterjedtebb ilyen műve a Johannes Bayer által készített Uranometria, amely több kiadást ért meg.
A távcső csillagászati elterjedése jelentős hatást gyakorolt a csillagképekre is. A halványabb csillagok területi besorolásához új csillagképeket kreáltak a már meglévőek közötti üres területeken. E vonatkozásban Hevelius danzigi lengyel csillagászt említhetjük: ő alkotta a ma is használatos Hiúz, Zsiráf, Gyík, Szextáns csillagképeket, valamint az alább említendő Pajzs és a „Róka a lúddal” (Vulpecula cum Ansere) csillagképeket, mely utóbbi elnevezése mára Kis Róka lett. A déli égbolt csillagképeinek kialakításában nagy érdeme volt Nicolas Louis de Lacaille francia pap csillagásznak, aki elsősorban technikai eszközökről nevezett el égterületeket. Közülük ma is él a Háló (értsd: távcsövek látómezejében lévő beosztás, szálkereszt), Ingaóra, Kemence (vegyészeti), Körző, Légszivattyú, Oktáns, Tájoló és Távcső. Nem honosodott meg ugyanakkor Herschel Kis- és Nagy távcsöve és a Kvadráns, melyekről az általa készített csillagtérkép tanúskodik. Egy másik nevezetes módosítás, hogy a nagy területű Argonauták hajóját (Argo Navis) három önálló csillagképre – Hajógerinc, Vitorla és Hajófar – osztották.
Érdekes kísérlet volt a 17. században a keresztény égbolt megalkotása, amely Julius Schiller nevéhez fűződik. Az állatöv 12 csillagképének a 12 apostollal való megfeleltetése szinte magától értetődik; az Orionból Szent József, a Kentaurból Ábrahám, a Nagy Kutyából Dávid király lett volna. Különböző uralkodók dicsőítését, mecénásnak megnyerését célozta például a György hárfája (III. György, angol király) kialakítás, vagy az Orion övcsillagainak Napóleon csillaga névre átkeresztelése; az eredetileg Sobieski Pajzsából mára a Pajzs név maradt meg.
A csillagképekről nehéz lenne a csillagtérkép említése nélkül beszélni, hiszen térképen kerülnek bemutatásra. Az ókori mondavilágot művészien megjelenítő csillagképgrafikát tartalmazó atlaszok utolsó két legjelentősebbje Flamsteed Atlas Coelestise (1729) és Bode Uranographiája (1802). Az idő múlásával az atlaszokban a hangsúly egyre inkább a csillagok pontos ábrázolására helyeződött át, a csillagképek jelölése a figurális körvonalak és görbe vonalú határok feltüntetésére redukálódott.

## A ma érvényes csillagképek
A 19. század nagy égboltfelmérései nyomán szükségessé vált az egyes csillagképek területének pontos meghatározása, egységesítése, amiről a Nemzetközi Csillagászati Unió 1928-ban hozott határozatot. E. Delporte, belga csillagász javaslatát fogadták el. Az éggömb teljes felülete 88 részre lett felosztva úgy, hogy a csillagképek határvonalait az 1875. epochájú egyenlítői (ekvatoriális) koordináta rendszer pólusokon át húzott gömbi főköreinek- illetve deklinációs köreinek ívdarabjai alkotják. Amennyire lehetett, megtartották a korábbi, általánosan használt neveket és égterületeket. Az előbbire jellemző, hogy a majdnem két évezreddel korábbi, Ptolemaiosz-féle 48 csillagképből 47 megmaradt, az utóbbi következménye pedig, hogy az északi pólus vidékét körbeölelő Sárkány csillagképet nem kevesebb, mint ötven oldal határolja. Itt szükséges megjegyezni, hogy a konstellációk határai az égbolthoz, és nem koordináta-rendszerhez rögzítettek, így a precesszió következtében ma már jelentősen eltérnek az óra- és deklinációs köröktől.
További érdekesség, hogy a Kígyó csillagképet a Kígyótartó két részre osztja, amelyeket a „Kígyó feje” illetve a „Kígyó farka” névvel különböztetünk meg.
Az is nemzetközi megegyezés, hogy a tudományos publikációkban a csillagképek latin nevét kell használni, valamint bizonyos esetekben az egységes három- vagy négybetűs rövidítéseket – bár az utóbbi használata fokozatosan megszűnt, napjainkban már csak elvétve találkozunk vele.

### Csillagképnevek
Ma – az európai tudomány hagyományainak megfelelően – a csillagképeknek a görög és latin nevük használatos, de magyar nevük is van. A szakirodalomban – és az amatőrcsillagászatban is – ez utóbbi ritkán használatos, és a nyelvészet szempontjából is határterület, ezért kőbevésett szabály nem vonatkozik rájuk.
A Magyar Csillagászati Egyesület az asztronómia nyelvi kérdéseiben is illetékes szervezet, hiszen tagjai sorában megtaláljuk az ország meghatározó csillagászati szakemberei mellett a csillagászat peremterületeinek szakembereit is. Kiadványainak megjelentetése is megköveteli, hogy a nyelvi szakkérdésekben is irányt mutasson. Ennek megfelelően a csillagképek magyar elnevezéseinél igyekszünk az MCSE ajánlatát követni.
A régi magyar csillagképnevekről és csillagászati mondavilágból ízelítőt kaphatunk a Csillagmonda szócikkben és a Népi csillagnevek oldalon.

### Kettős besorolások
Bármennyire igyekezett Delporte figyelembe venni a korábbi határokat, neveket, ezt nem sikerült – nem sikerülhetett – hibátlanul megoldania, így jó néhány csillag neve szerint két csillagképbe is tartozik. Itt csak a legismertebb esetek közül sorolunk fel néhányat. (A csillag az elöl álló névnek megfelelő csillagkép területén található.)
- Az Androméda csillagkép legfényesebb, a határvonalhoz nagyon közel eső csillaga, az Alpheratz, azonos a Pegazus négyszögének északkeleti csillagával: α And = δ Peg.
- δ Col = 3 CMa
- 10 Leo = 1 Sex
- 11 Peg = 27 Aqr

## A csillagkép fogalma
Az összetartozónak vélt csillagok által alkotott csillagképet háromféleképpen értelmezhetjük:
- A csillagkép figurális, művészi ábrázolása csillaggömbön, -térképen és -atlaszban.
- Az alakzatot alkotó fényes csillagok egyenes vonalakkal összekötve.
- Az éggömbnek az 1930-ban leírt órakör- és parallelkör-ívdarabok által határolt területe.

## A csillagképek csoportosítása
A csillagképeket többféle szempont szerint csoportosíthatjuk.
- Legegyszerűbb az éggömbön elfoglalt hely szerinti felosztás, ami alapján beszélhetünk
  - északi (26 darab)
  - egyenlítői (17 darab)
  - déli (45 darab)

csillagképekről.
- Kitüntetett csoport az ekliptika 12 csillagképe. Ez a legrégebbi ilyen jellegű felfedezése az emberiségnek, ugyanis a legfeltűnőbb égi objektumok, a Nap, a Hold és a bolygócsillagok (bolygók) mindig ebben a zónában tartózkodnak. Valójában ide tartozik még a Skorpió és Nyilas között elhelyezkedő Kígyótartó is, amely az ekliptikának majdnem 20 fokos tartományát fedi le.

Nem szabad összekevernünk az ekliptikai (állatövi) csillagképeket az asztrológia által használt állatövi jegyekkel! Ez utóbbiak neve, sorrendje és jele megegyezik a csillagképekéivel, de az ekliptikát tizenkét, egyenként harminc fokos részre osztják.
- Eredet szerint csoportosíthatjuk a konstellációkat a mitológiai történet alapján is, így beszélhetünk a Cefeusz-Kassziopeia-Androméda, Herkules, Orion stb. mondakörökről. Ezek leírása az egyes csillagképeknél olvasható.

### A csillagképek mérete
A mai csillagképek területe pontosan meghatározott. Vannak közöttük nagy és egészen kis területűek. A legnagyobb az Északi Vízikígyó, ami több mint 1300 négyzetfok. A legkisebb a Dél Keresztje, melynek területe a 69 négyzetfokot sem éri el.

### A csillagképek láthatósága
Földünk egy adott pontjáról – pontosabban szólva egy adott szélességi körről – az égbolt bizonyos része az év minden napján látható (az itt elhelyezkedő égi objektumok jelzője cirkumpoláris), míg a másik pólusnál lévő azonos nagyságú terület soha nem látszik. A kettő között lévő gömbövön elhelyezkedő objektumok naponta kelnek és nyugszanak (a Föld két pólusa és az egyenlítő ebből a szempontból speciális eset). Objektum alatt értünk minden égitestet és a csillagképeket is. Mivel ez utóbbiak kiterjedtek, ezért vannak, melyek egyik része cirkumpoláris, másik része kel és nyugszik stb. Az egyes csillagképek magyarországi láthatósági viszonyairól a Csillagképek jegyzéke fejezet táblázatában olvashatunk.

## A csillagképek használata napjainkban
Régen a tengeri vagy akár nagyobb szárazföldi utak esetében a csillagképek segítették a tájékozódást. Az újkorban szükséges nagyobb pontosságot a már pontosan ismert pozíciójú csillagok vagy más égi jelenségek biztosították, de a csillagképek ma is használatosak.
- A nyomtatott – és a számítógépen megjelenített – térképeknél, atlaszoknál legtöbbször feltüntetik a konstellációk határvonalát és nevét (leginkább hárombetűs rövidítéssel).
- A fényes csillagoknál legelterjedtebb a Bayer-féle jelölés, amely a csillagkép birtokos esetét tartalmazza.
- A változófényű csillagok névrendszere betű- (esetleg szám-) kombináció csillagképenként ismétlődően, ezért a jelölésben a hárombetűs rövidítés nem nélkülözhető.
- A meteorrajok általában arról a csillagképről kapják nevüket, amelyikben a radiánsuk található (pl. Leonidák, Geminidák, Perseidák stb.)
- A csillagászati ismeretterjesztő írásokban használatuk gyakori és megszokott.
- A csillagos éggel való szabad szemes ismerkedés, tájékozódás a fényes csillagcsoportok segítségével a legegyszerűbb, amihez az érdeklődőknek a csillagképeket célszerű ismerniük.
- Az amatőrcsillagászat minden ágában elterjedten használják az égbolt kisebb területére történő utaláskor: szabad szemes jelenségek (sarki fény stb.) esetén, meteor- és üstökösmegfigyelésnél, bolygók pillanatnyi közelítő helyzetének megadásánál.
- Kisebb katalógusok esetén előfordulhat a csillagképek szerinti csoportosítás.

## Csillagképek jegyzéke
| Latin név           | Rövidítés | Magyar név       | Megfigyelésére legjobb hónap                        | Egyéb (megjegyzések, főbb látnivalók)                                                                                |
| ------------------- | --------- | ---------------- | --------------------------------------------------- | --- |
| Andromeda           | And       | Androméda        | október (egy része egész évben látható)             | Androméda-galaxis |
| Antlia              | Ant       | Légszivattyú     | február                                             | |
| Apus                | Aps       | Paradicsommadár  | Magyarországról nem látható                         | |
| Aquarius            | Aqr       | Vízöntő          | augusztus                                           | állatövi csillagkép                                                                                                  |
| Aquila              | Aql       | Sas              | július                                              | Altair |
| Ara                 | Ara       | Oltár            | Magyarországról nem látható                         | |
| Aries               | Ari       | Kos              | október                                             | állatövi csillagkép                                                                                                  |
| Auriga              | Aur       | Szekeres         | december (egy része egész évben látható)            | Capella |
| Bootes              | Boo       | Ökörhajcsár      | április (egy része egész évben látható)             | Arcturus |
| Caelum              | Cae       | Véső             | december (csak részben látható)                     | |
| Camelopardalis      | Cam       | Zsiráf           | december (Magyarországról egész évben látható)      | |
| Cancer              | Cnc       | Rák              | február                                             | állatövi csillagkép; Praesepe nyílthalmaz                                                                            |
| Canes Venatici      | CVn       | Vadászebek       | április (halványabb csillaga egész évben látható)   | |
| Canis Maior         | CMa       | Nagy Kutya       | január                                              | Szíriusz (a legfényesebb csillag az éjszakai égbolton)                                                               |
| Canis Minor         | CMi       | Kis Kutya        | január                                              | Procyon |
| Capricornus         | Cap       | Bak              | augusztus                                           | állatövi csillagkép                                                                                                  |
| Carina              | Car       | Hajógerinc       | Magyarországról nem látható                         | Canopus |
| Cassiopeia          | Cas       | Kassziopeia      | október (Magyarországról egész évben látható)       | |
| Centaurus           | Cen       | Kentaur          | április (csak részben látható)                      | Alfa Centauri a Naphoz legközelebbi csillag                                                                          |
| Cepheus             | Cep       | Kefeusz          | augusztus (Magyarországról egész évben látható)     | |
| Cetus               | Cet       | Cet              | október                                             | Mira változócsillag                                                                                                  |
| Chamaeleon          | Cha       | Kaméleon         | Magyarországról nem látható                         | |
| Circinus            | Cir       | Körző            | Magyarországról nem látható                         | |
| Columba             | Col       | Galamb           | december (csak részben látható)                     | |
| Coma Berenices      | Com       | Bereniké Haja    | március                                             | |
| Corona Australis    | CrA       | Déli Korona      | július (csak részben látható)                       | |
| Corona Borealis     | CrB       | Északi Korona    | május                                               | |
| Corvus              | Crv       | Holló            | március                                             | |
| Crater              | Crt       | Serleg           | március                                             | |
| Crux                | Cru       | Dél Keresztje    | Magyarországról nem látható                         | |
| Cygnus              | Cyg       | Hattyú           | július (egy része egész évben látható)              | Deneb, Albireo távcsővel felbontható sárga-kék kettőscsillag                                                         |
| Delphinus           | Del       | Delfin           | augusztus                                           | |
| Dorado              | Dor       | Aranyhal         | Magyarországról nem látható                         | Nagy Magellán-felhő törpegalaxis                                                                                     |
| Draco               | Dra       | Sárkány          | Magyarországról egész évben látható (cirkumpoláris) | |
| Equuleus            | Equ       | Csikó            | augusztus                                           | |
| Eridanus            | Eri       | Eridánusz        | november (csak részben látható)                     | Achernar |
| Fornax              | For       | Kemence          | október                                             | |
| Gemini              | Gem       | Ikrek            | január                                              | állatövi csillagkép                                                                                                  |
| Grus                | Gru       | Daru             | augusztus (csak részben látható)                    | |
| Hercules            | Her       | Herkules         | június (egy része egész évben látható)              | M13 gömbhalmaz |
| Horologium          | Hor       | Ingaóra          | november (csak részben látható)                     | |
| Hydra               | Hya       | Északi Vízikígyó | február                                             | a legnagyobb csillagkép                                                                                              |
| Hydrus              | Hyi       | Déli Vízikígyó   | Magyarországról nem látható                         | |
| Indus               | Ind       | Indián, Hindu    | Magyarországról nem látható                         | A csillagkép megalkotási folyamatában nem állapítható meg az alap, ezért a Hindu és Indiai magyar név is elfogadott. |
| Lacerta             | Lac       | Gyík             | augusztus (egy része egész évben látható)           | |
| Leo                 | Leo       | Oroszlán         | február                                             | állatövi csillagkép                                                                                                  |
| Leo Minor           | LMi       | Kis Oroszlán     | február                                             | |
| Lepus               | Lep       | Nyúl             | december                                            | |
| Libra               | Lib       | Mérleg           | május                                               | állatövi csillagkép; Zubenelgenubi kettőscsillag                                                                     |
| Lupus               | Lup       | Farkas           | május (csak részben látható)                        | |
| Lynx                | Lyn       | Hiúz             | Magyarországról egész évben látható                 | |
| Lyra                | Lyr       | Lant             | június (egy része egész évben látható)              | Vega; ε Lyrae kettőscsillag                                                                                          |
| Mensa               | Men       | Tábla-hegy       | Magyarországról nem látható                         | Nagy Magellán-felhő törpegalaxis                                                                                     |
| Microscopium        | Mic       | Mikroszkóp       | augusztus (csak részben látható)                    | |
| Monoceros           | Mon       | Egyszarvú        | január                                              | Karácsonyfa nyílthalmaz                                                                                              |
| Musca               | Mus       | Légy             | Magyarországról nem látható                         | |
| Norma               | Nor       | Szögmérő         | Magyarországról nem látható                         | |
| Octans              | Oct       | Oktáns           | Magyarországról nem látható                         | ebben a csillagképben található a Déli Égi Pólus                                                                     |
| Ophiuchus           | Oph       | Kígyótartó       | június                                              | |
| Orion               | Ori       | Orion            | december                                            | Betelgeuze, Rigel fényes csillagok; Orion-köd                                                                        |
| Pavo                | Pav       | Páva             | Magyarországról nem látható                         | |
| Pegasus             | Peg       | Pegazus          | szeptember                                          | |
| Perseus             | Per       | Perszeusz        | november (egy része egész évben látható)            | Algol fedési változó; χ és h Persei kettős nyílthalmaz                                                               |
| Phoenix             | Phe       | Főnixmadár       | Magyarországról nem látható                         | |
| Pictor              | Pic       | Festő            | Magyarországról nem látható                         | |
| Pisces              | Psc       | Halak            | szeptember                                          | állatövi csillagkép                                                                                                  |
| Piscis Austrinus    | PsA       | Déli Hal         | augusztus                                           | |
| Puppis              | Pup       | Hajófara         | január (csak részben látható)                       | |
| Pyxis               | Pyx       | Tájoló           | február                                             | |
| Reticulum           | Ret       | Háló             | Magyarországról nem látható                         | |
| Sagitta             | Sge       | Nyíl             | július                                              | |
| Sagittarius         | Sgr       | Nyilas           | június                                              | állatövi csillagkép                                                                                                  |
| Scorpius            | Sco       | Skorpió          | május                                               | állatövi csillagkép; Antares                                                                                         |
| Sculptor            | Scl       | Szobrász         | szeptember                                          | |
| Scutum              | Sct       | Pajzs            | július                                              | |
| Serpens             | Ser       | Kígyó            | június                                              | két részből áll: Serpens Caput (Kígyó feje) és Serpens Cauda (Kígyó farka)                                           |
| Sextans             | Sex       | Szextáns         | február                                             | |
| Taurus              | Tau       | Bika             | november                                            | állatövi csillagkép; Aldebaran; Hyadok és Plejádok (Fiastyúk) nyílthalmazok                                          |
| Telescopium         | Tel       | Távcső           | Magyarországról nem látható                         | |
| Triangulum          | Tri       | Háromszög        | október                                             | |
| Triangulum Australe | TrA       | Déli Háromszög   | Magyarországról nem látható                         | |
| Tucana              | Tuc       | Tukán            | Magyarországról nem látható                         | Kis-Magellán-felhő törpegalaxis                                                                                      |
| Ursa Maior          | UMa       | Nagy Medve       | március (egyébként cirkumpoláris)                   | Göncölszekér hét csillaga; Mizar és Alcor szabad szemmel látható kettőscsillag                                       |
| Ursa Minor          | UMi       | Kis Medve        | Magyarországról egész évben látható                 | Sarkcsillag |
| Vela                | Vel       | Vitorla          | február (csak részben látható)                      | |
| Virgo               | Vir       | Szűz             | április                                             | állatövi csillagkép; Spica                                                                                           |
| Volans              | Vol       | Repülőhal        | Magyarországról nem látható                         | |
| Vulpecula           | Vul       | Kis Róka         | július                                              | |

## Lásd még
- Csillagképek méret szerinti listája
- Népi csillagnevek listája
- A csillagképek története